# Die Lügen der Sieger

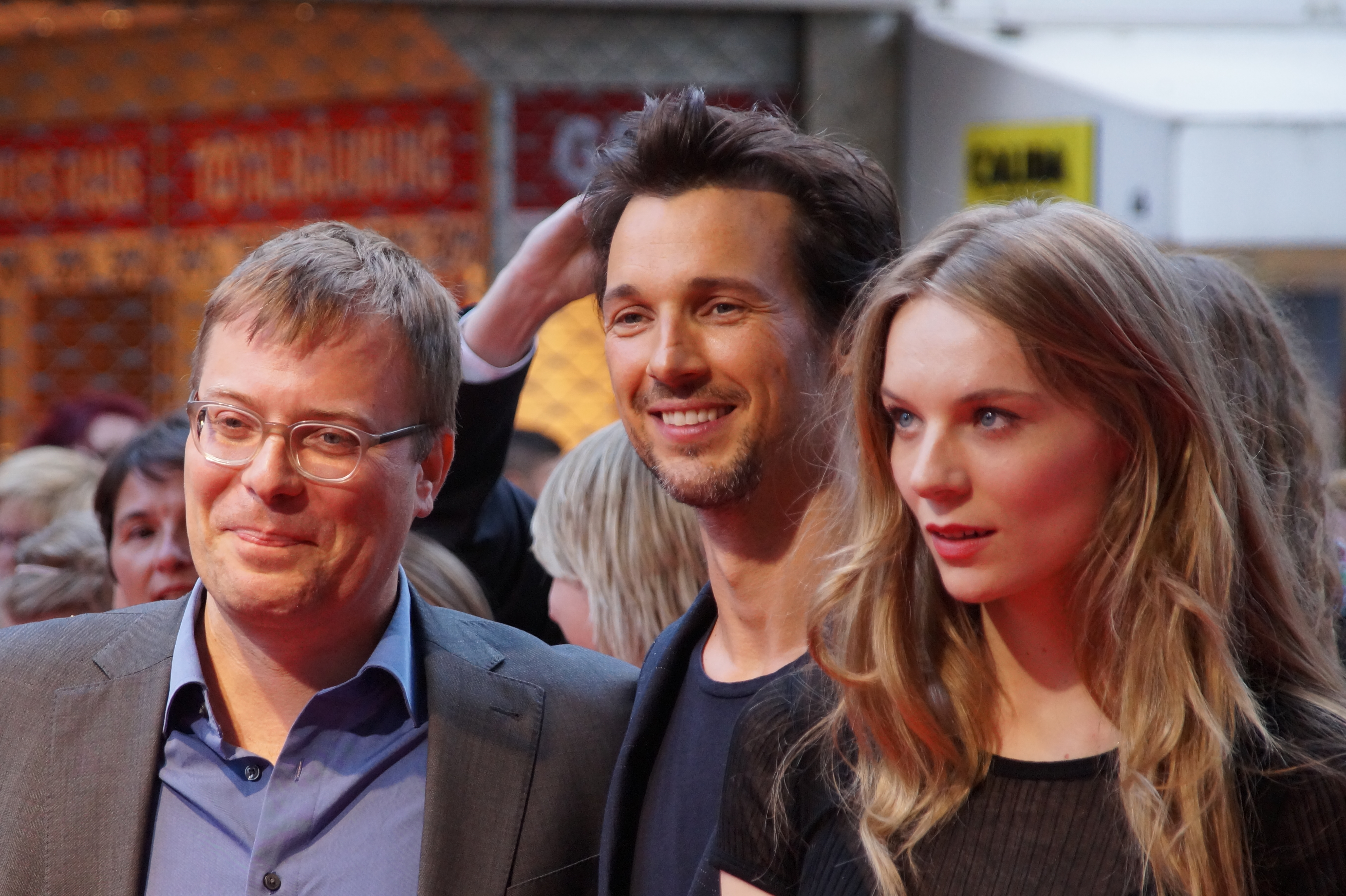
Christoph Hochhäusler, Florian David Fitz und Lilith Stangenberg auf der Premiere von Die Lügen der Sieger, am 8. Juni 2015, in der Lichtburg Essen

Die Lügen der Sieger ist ein deutscher Spielfilm des Regisseurs Christoph Hochhäusler aus dem Jahr 2014. Er hatte am 8. Juni 2015 in Essen Premiere und lief am 18. Juni 2015 in den deutschen Kinos an. Der Titel bezieht sich auf einen Vers von Lawrence Ferlinghetti, in dem es heißt „Geschichte wird gemacht aus den Lügen der Sieger“.

## Handlung
Fabian Groys ist erfolgreicher Enthüllungsjournalist bei dem (fiktiven) Berliner Nachrichtenmagazin Die Woche. Während er bei einem Fall mit einem geheimen Bundeswehr-Informanten nicht weiter kommt, teilt ihm sein Chef die neue Volontärin Nadja zu. Um sie zu beschäftigen, setzt Groys sie auf den Fall eines Mannes an, der sich in ein Tiergehege gestürzt hat und dort von einem Löwen tödlich verletzt wurde. Sie findet heraus, dass der Mann bei einer Entsorgungsfirma namens Kuros gearbeitet hat und dort giftigen Substanzen ausgesetzt war. Bei Recherchen im Ruhrgebiet erfahren sie, dass der Arbeiter nach und nach sein Gedächtnis verloren hatte. Auch ein zweiter Mitarbeiter der Schmelze des Unternehmens hatte gesundheitliche Probleme.
Eine Berliner PR-Agentur hat von der TT-Holding – die Muttergesellschaft von Kuros – den Auftrag erhalten, die bundesdeutsche Gesetzgebung so zu beeinflussen, dass bestimmte Schadstoffe (die bei den Recycling-Arbeiten der Firma freigesetzt werden) weniger restriktiv überwacht werden. Ein PR-Lobbyist wird dazu für ein Treffen mit dem dafür zuständigen Minister Delbrück gecoacht, welches später in einem Nobelrestaurant stattfindet.
Die Agentur hat derweil Groys´ Büro- und Privat-Rechner gehackt. Groys´und Nadjas weitere  Nachforschungen ergeben, dass die Kuros-Mitarbeiter zuvor beide für die Bundeswehr in Afghanistan im Einsatz gewesen waren. Gleichzeitig bekommt Groys von einer unbekannten Quelle wichtige Infos zugespielt, wie etwa eine geheime Krankenakte eines der Kuros-Mitarbeiter. Als er durch ein Treffen mit der Witwe einer der beiden Mitarbeiter weitere Details erfährt, klemmen sich die Journalisten hinter die Geschichte, die sich zu einem immer größeren Skandal ausweitet.

## Kritiken
Wolfgang Höbel urteilte im Spiegel, Regisseur Hochhäusler interessiere sich nur minimal für die realistische Wiedergabe des Journalistenalltags, der Gangstergeschäfte und der Politikerumtriebe im Deutschland des Jahres 2015. „Die Lügen der Sieger“ sei der Film eines Fabulierers, nicht der eines Dokumentaristen. Abschließend lobte er „verblüffend schöne Bilder“ des Films.
Als deutschen Polit-Thriller, der den Namen auch verdiene, beschrieb Oliver Kaever den Film für Spiegel Online. Hochhäusler verlasse mit ihm „endgültig den Hinterhof der Berliner Schule und sucht das breite Publikum“.
Peter Körte bemängelte in der Online-Ausgabe der Frankfurter Allgemeinen Zeitung, dass dem Film „trotz herausragender Bildsprache und analytischer Substanz“ die entscheidenden Emotionen fehlten.
In der Zeit zeigte sich Katja Nicodemus begeistert von der Arbeit des Kameramanns Reinhold Vorschneider und über die „rhythmische Montage“ von Stefan Stabenow. Die beiden Hauptfiguren kritisierte sie hingegen als „Leerstellen“: „In ihrer stereotypen Anlage – cooler Profi, ehrgeiziger Hüpfer – entwickeln sie zu wenig Eigenwillen.“